# Nazionale maschile under 19 di calcio del Portogallo
La nazionale di calcio portoghese Under-19 è la rappresentativa calcistica Under-19 del Portogallo ed è posta sotto l'egida della Federazione calcistica portoghese. La squadra partecipa al campionato europeo di categoria, che si tiene ogni anno.

## Partecipazioni al campionato europeo di calcio Under-19

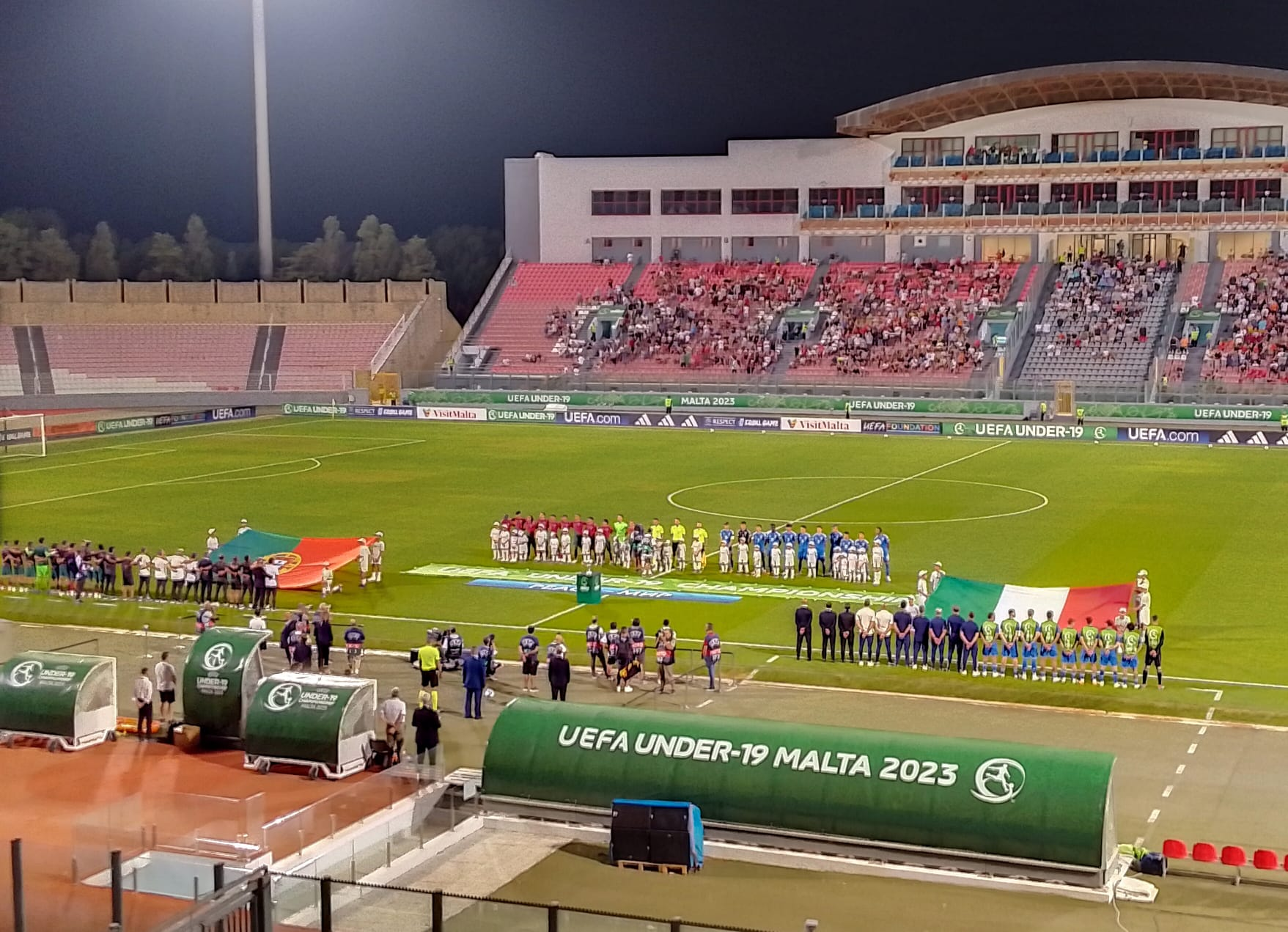
Portogallo e Italia nella finale dell'Europeo Under 19 nel 2023.

- 2002: Turno di qualificazione
- 2003: Secondo posto
- 2004: Turno di qualificazione
- 2005: Fase Elite
- 2006: Fase a gironi
- 2007: Fase a gironi
- 2008: Fase Elite
- 2009: Fase Elite
- 2010: Fase a gironi
- 2011: Fase Elite
- 2012: Fase a gironi
- 2013: Semifinale
- 2014: Secondo posto
- 2015: Fase Elite
- 2016: Semifinale
- 2017: Secondo posto
- 2018: Campione
- 2019: Secondo posto
- 2022: Fase Elite
- 2023: Secondo posto
- 2024: Fase Elite